# 루이스 안토니오 타글레
루이스 안토니오 타글레(Luis Antonio Gokim Tagle, 1957년 6월 21일 - )은 필리핀의 로마 가톨릭교회 추기경이다.

## 약력
- 1982년 2월 27일: 사제 서품
- 2001년 10월 22일 ~ 2011년 12월 12일: 제4대 이무스교구 교구장
- 2001년 12월 12일: 주교 서품
- 2011년 12월 12일 ~ 2020년 2월 9일: 제32대 마닐라대교구 교구장
- 2012년 11월 24일: 추기경 서임
- 2019년 12월 ~ : 교황청 인류복음화부 장관